# Ernesto Belis
Ernesto Antonio Belis (ur. 1 lutego 1909, zm. ?) – piłkarz argentyński, lewy obrońca. Wzrost 174 cm, waga 82 kg.
W latach 1927–1930 był piłkarzem klubu Excursionistas Buenos Aires, skąd przeniósł się do CA Platense, w którym w latach 1931–1932 rozegrał 14 meczów i zdobył 2 gole.
Będąc piłkarzem klubu Defensores de Belgrano Buenos Aires był w kadrze reprezentacji Argentyny w finałach mistrzostw świata w 1934 roku, gdzie Argentyna odpadła już w pierwszej rundzie. Zagrał w jedynym meczu ze Szwecją, w którym zdobył bramkę.
Nigdy nie wziął udziału w turnieju Copa América.